# 王秉 (幽州刺史)
王秉（5世紀—？），北史因避讳李昞将他改名康，字文政，琅邪郡临沂县（今山东省临沂市）人，南齐尚书左仆射王奂之子，北魏官员。

## 生平
王秉粗略的阅读了经书和史书，微微的有哥哥王肃的风范。魏宣武帝元恪初年，王秉携带哥哥的儿子王诵、王翊、王衍归附北魏，出任中书郎。北海王元详出任司徒时，以郑道昭和王秉出任司徒谘议参军。王秉又外任辅国将军、幽州刺史，去世后，朝廷赠予征虏将军、徐州刺史。

## 其他
王秉初归附北魏时，对杨大眼说：“在南边时听说您的名字，以为真的是眼睛如车轮大。今天一见，与常人差不多。”杨大眼说：“两军旗鼓相对，我怒目圆睁，足以使您目不能视，何必要眼大如车轮。”

## 家庭

### 父母
- 王奂，南齐尚书左仆射、使持节、镇北将军、雍州刺史
- 陈郡殷氏，太中大夫殷道矜之女[8][9]

### 兄弟姐妹
- 王融，南齐太子中庶子
- 王琛，南齐司徒从事中郎
- 王彪
- 王爽
- 王弼
- 王肃，北魏散骑常侍、车骑将军、都督淮南诸军事、扬州刺史、昌国宣简公
- 王氏，嫁殷叡